# 11º Reggimento artiglieria da campagna semovente "Teramo"
L'11º Reggimento artiglieria da campagna semovente "Teramo" è stato un'unità dell'Esercito Italiano e ancora prima con altra denominazione del Regio Esercito.

## Storia
Il reggimento venne costituito ad Acqui il 1º agosto 1920 con la denominazione di 11º Reggimento artiglieria pesante campale su quattro gruppi ed un deposito, con il concorso di personale del 23º Reggimento artiglieria da campagna.
Il motto era: "Victoriae validissime confero"
Il reggimento, sciolto il 30 novembre 1926, viene ricostituito a Cormons, il 10 novembre 1939, come 11º Reggimento artiglieria di Corpo d'Armata, articolato su comando, reparto comando, tre gruppi da 105/32 e deposito e posto alle dipendenze dell'XI Corpo d'Armata di Udine. Nel corso del secondo conflitto mondiale il deposito del reggimento ha costituito e mobilitato numerose unità.
Il 1º febbraio 1940 viene costituito l'11º Raggruppamento artiglieria di Corpo d'Armata che prese parte, inquadrato nel Corpo d'armata alpino alle operazioni sul fronte russo dove, per il comportamento dei suoi artiglieri, ha meritato una medaglia d’argento al valore militare.
L'11º Raggruppamento artiglieria di Corpo d'armata durante la spedizione in Russia aveva la seguente fisionomia organica:
- Comando
- LI Gruppo cannoni da 105/32
- LII Gruppo cannoni da 105/32
- LIII Gruppo cannoni da 105/32
- CXVII Gruppo obici da 149/13
- 39ª Batteria controaerea da 20/65
- 41ª Batteria controaerea da 20/65
- 11º Reparto specialisti di artiglieria

Il comandante dell'11º Raggruppamento artiglieria di Corpo d'armata era il colonnello Guglielmo Maj, mentre capo dell'ufficio comando dei reggimenti di artiglieria aggregati al Corpo d'armata alpino era il colonnello Giovanni Giua, che durante il ripiegamento conseguente alla offensiva sovietica Ostrogorzk-Rossoš, era alla testa dell'11º Raggruppamento di artiglieria di Corpo d'armata che costituiva la formazione di coda del 5º reggimento della 2ª Divisione alpina "Tridentina" in ritirata.
L'unità i cui superstititi sono rientrati in Patria nel marzo 1943 era in fase ricostituzione alla proclamazione dell'armistizio dell'8 settembre, ma in seguito alle vicende armistiziali venne sciolta insieme al deposito.

### 11º Gruppo artiglieria pesante campale "Teramo"
Nel quadro della ristrutturazione dell'Esercito Italiano il 1º ottobre 1976, viene costituito a Persano l'11º Gruppo artiglieria pesante campale "Teramo", che eredita le tradizioni dell'11º Reggimento artiglieria di Corpo d'armata del quale riceve la bandiera.
Il gruppo venne posto alle dipendenze della Regione militare meridionale.
Nel 1980 il gruppo ha prestato soccorso alle pololazione campane colpite dal terremoto dell'Irpinia, meritando una medaglia di bronzo al valore dell'esercito

### 11º Gruppo artiglieria da campagna "Teramo"
Il 6 dicembre 1981 il gruppo viene posto alle dipendenze della Brigata meccanizzata "Pinerolo" assumendo la denominazione di 11º Gruppo artiglieria da campagna "Teramo".

### 11º Reggimento Artiglieria da Campagna Semovente "Teramo"
Con il riordinamento dell'Esercito Italiano, che prevedeva la ricostituzione del livello reggimentale abolito nel 1975, il gruppo perde la propria autonomia il 10 settembre 1992 per essere inquadrato il giorno successivo nell'11º Reggimento artiglieria da campagna semovente "Teramo" che viene costituito a Persano.
A seguito del trasferimento della Brigata bersaglieri "Garibaldi" da Pordenone a Caserta, il reggimento la Brigata "Pinerolo" per entrare a far parte, trasformato in reggimento "professionalizzato" nella Brigata "Garibaldi". Il reggimento è stato il primo reparto dell'artiglieria italiana ad essere impiegato come tale, dopo la seconda guerra mondiale, in una missione estera in Albania ed in seguito ha partecipato a tutte le operazioni che hanno coinvolto la Brigata "Garibaldi" in Italia ed all'estero.
Dal 1º ottobre 2001, per cambio di denominazione, sempre nella sede di Persano, ha ridato vita all'8º Reggimento artiglieria terrestre "Pasubio", che il 30 settembre 2001, in seguito ai provvedimenti ordinativi discendenti dal Decreto Legislativo 214/2000, ha cessato di esistere nella sede di Udine per essere ricostituito il giorno successivo, alle dipendenze della Brigata “Garibaldi”, nella sede di Persano, con personale e materiali del disciolto 11º Reggimento artiglieria da campagna semovente "Teramo".

## Stemma
Scudo: d'azzurro, al capriolo d'argento, accompagnato dal tridente bizantino d'Ucraina d'oro in punta e da una stella d'argento a cinque punte nel cantone destro del capo
Ornamenti esteriori
- lista bifida: d'oro, svolazzante, collocata sotto la punta dello scudo, incurvata con la concavità rivolta verso l'alto, riportante il motto: "TEMPRATO IL CUORE PIÙ DEL NOSTRO ACCIAIO"
- nastri rappresentativi delle ricompense al Valore: annodati nella parte centrale non visibile della corona turrita, scendenti svolazzanti in sbarra ed in banda dal punto predetto, passando dietro la parte superiore dello scudo